# گوزن آندی جنوبی
گوزن آندی جنوبی (نام علمی: Hippocamelus bisulcus) نام یک گونه از سرده اسب‌شتری‌ها و از تیرهٔ گوزنیان است.
بدن گوزن آندی جنوبی قهوه‌ای مایل به زرد و سطح شکم آن مایل به سفید است و یک لکهٔ قهوه‌ای بر روی دمگاه دارد.